# Prehistoria en Galicia
 La prehistoria en Galicia abarca el período de tiempo transcurrido entre la llegada de los primeros homínidos hasta aproximadamente la romanización de su sociedad. En el presente los estudios sobre la prehistoria en general y la gallega en particular están favorecidos por una notable evolución del conocimiento científico así como de las innovaciones tecnológicas aplicables a las investigaciones de los yacimientos arqueológicos. Este proceso en el caso de Galicia llevó desde las primeras décadas del siglo XXI a la revisión de los principales hallazgos trabajados ante el siglo anterior así como a la apertura de nuevas exploraciones. El trabajo multidisciplinar, la implicación y colaboración de instituciones y científicos especializados en este campo puso en tela de juicio las tesis vigentes sobre el poblamiento de Galicia así como las dataciones de piezas y yacimientos acreditadas en base a métodos no fiables actualmente. En este proceso, las fechas mejor documentadas hasta ahora, se encuentran en el yacimiento de Porto Maior (Las Nieves), que remontan la presencia humana en tierras de la actual Galicia a la segunda mitad del Pleistoceno Medio. Datación que estableció una antigüedad máxima de 300.000 años y una mínima de 200.000. Esta primera etapa está caracterizada por los testigos de industrias típicas de la cultura Achelense cuya mayor concentración de yacimientos se encuentra al largo de la cuenca Sil-Miño y afluentes. Esta cultura lítica se desparramó en las mismas fechas en otras grandes cuencas fluviales de la Península Ibérica: Guadalquivir, Guadiana, Tajo y Duero.
Estos hallazgos junto con otras investigaciones desarrolladas en el siglo XXI matizaron la tesisde una supuesta humanización tardía y con retraso tecnológico de la prehistoria gallega respecto a la del resto de Europa e incluso de la Península Ibérica. Al mismo tiempo confirmaron el poblamiento intensivo del territorio de la actual Galicia que crecerá desde esta época y tendrá su ánimo mayor tras la aparición de la culturas megalítica y sobre todo la castreña.

## El Paleolítico

### Paleolítico inferior
Las primeras pruebas líticas de presencia humana en Galicia se remontan a unos 300.000 años, en el Paleolítico inferior, durante el Pleistoceno medio y se corresponden con la cultura Achelense. La mayoría de los yacimientos con testigos de este período están asociados directa o indirectamente con la cuenca del Miño-Sil, excepto el caso del yacimiento de Vilaselán (Lugo), más vinculado con el poblamiento de la rasa cantábrica.  Estos restos son instrumentos líticos de grandes lascas donde predominan los bifaces cómo hendedores y triedros hechos sobre una base de cuarzo o cuarcita. Para tallar se percutía directamente con un percusor duro sobre otro canto y de las lascas que si desprendían se obtenía una arista cortante.  Las últimas investigaciones señalan la utilización de cuarcitas y cuarzos como principales materias primas para las tallas de estas primeras industrias encontradas en los yacimientos en la cuenca del río Miño. De ellas, la cuarcita es la roca mayoritaria dentro de los hallados conocidos. Destaca su presencia en el yacimiento de Porto Maior (Las Nieves) donde alcanza el 90% de las industrias. También está presente en los yacimientos de O Cabrón (Arbo) y Gándaras de Budiño, con la particularidad que en estos últimos a cuarcita es ajena a la geología de los hallados, por lo que los antiguos habitantes tuvieron que forzosamente transportarla de otros sitios, en el caso de Gándaras de Budiño desde varios kilómetros de distancia.
La falta de restos óseos así como de fauna en los hallados del Pleistoceno medio en Galicia, impiden acreditar el tipo de homínido que construyó estas primeras herramientas. Sin embargo, los avances como la reciente secuencia sedimentaria cuaternaria desarrollada en la cuenca baja del río Miño permitirán a futuro reconstruir aspectos paleobiológicos o geológicos, así como un registro más completo del primer poblamiento humano de todo el noroeste ibérico.
De este período son los asentamientos de A Piteira (Toén), A Chaira (San Cibrao de Las), Pazos (San Ciprián de Viñas), Chan de Cereixo (A Portavedra, Gondomar), Arbo y las Gándaras de Budiño (Porriño).
Vivían en hordas, es decir, grupos de cazadores-recolectores que practicaban el nomadismo. Se alimentaban de los frutos que recogían y de la caza (bóvidos, cápridos, équidos y cérvidos), que practicaban en tribus. También echaban mano de la pesca y de la recogida de marisco, cuando vivían en zonas en las que podían hacerlo.

### Paleolítico medio

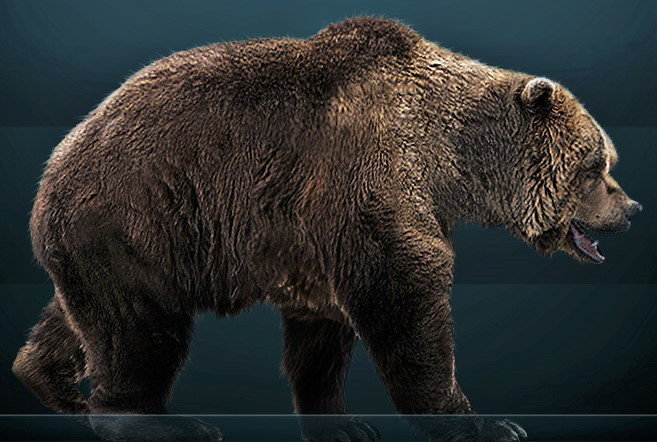
En la cueva Eirós (Triacastela) se hallaron restos del oso de las cavernas

En el Paleolítico medio la industria característica es la Musteriense, no homogénea, elaborada por el hombre de Neanderthal, del que se documenta su presencia en el noroeste peninsular gracias al hallado de restos en la Cueva Eirós, en Triacastela, con materia orgánica y herramientas del Paleolítico medio). La este período corresponden parte de los asentamientos de las Gándaras de Budiño y del Campo da Mama (La Vega).

### Paleolítico superior
Hay más datos del Paleolítico superior (30.000 y 8.000 la.C.). De esta época se conservan instrumentos tanto de una piedra como de hueso, realizándose en este material puñales, arpones, agujas etc. En Galicia hubo con abundantes abrigos bajo roca, en los que se encontraron una industria Aziliense la base de sílex, cristal de roca, pórfidos cuarcíticos, cuarzos y cuarcitas. Las herramientas más características son los buriles, las tijeras de dorso rebajado y las raspaderas. No se hallan en Galicia obras de arte rupestre por carecer de cuevas importantes.
El que sí hay es arte mueble, en el que destacan los colgantes. Los asentamientos más importantes de este período son los de Pena Grande (Villalba), Prado do Inferno I (Muras), Pena Grande de Férvedes (Lousada, Germade) y las cuevas de Valdavara (Becerreá). De este período son los restos humanos humanos más antiguos que se conservan de los hallados en Galicia -en O Courel-, así como los primeros huesos de uro (el antiguo buey salvaje europeo, Buenos taurus primigenius, antecesor de la vaca doméstica) que se descubren en Galicia. La datación por carbono 14 estimó para los ser humanos una antigüedad entre 10 000 y 8 000 años, y para los uros se cifró en unos 8 000 años.

## El Mesolítico
El Mesolítico, que también es llamado Epipaleolítico, se sitúa aproximadamente entre los 8000 la.C. y el 5000 la.C. Se producen importantes cambios en el clima, que se hizo más cálido y húmedo, se retiran los glaciares y desaparecen la mayor parte de los animales de caza mayor, como el bisonte. Aparecen bosques, sube el nivel del mar y cambian flora y fauna.
Como el bisonte era el animal que les había proporcionado mayores usos (para alimento, confeccionar piezas de piel etc.), tuvieron que mudar sus métodos y perfeccionar la caza, [cita requerida] más variada la recolección de frutos y verduras, e incrementar la pesca y el marisqueo. Se producen también los primeros ensayos de la agricultura y de la ganadería.
Se han encontrado asentamientos adjudicados la esta etapa en la zona limítrofe entre las provincias de La Coruña y Lugo. En el valle de Arnela existen lugares que proporcionaron buriles, perforadores y raspadores.
De esta época hay arte mueble, probablemente relacionada con la concepción religiosa que tenían los habitantes de aquella época de Galicia.

## El Neolítico
Se desarrolla entre el 5000 y el 3000 a.C. el período denominado Neolítico, caracterizado principalmente por el nacimiento de la agricultura y la domesticación de animales, además de la cerámica. Al cultivar los alimentos y criar animales, hubo más posibilidades de alimentarse, con lo que aumentó la población.
El clima se hizo aún más cálido y húmedo, lo que favoreció el crecimiento de la vegetación. Los habitantes de la Galicia de esta época ocuparon zonas altas, por tener una vegetación menos frondosa, y ser la tierra menos dura para trabajarla. La vegetación predominante estaba compuesta de robledales, alcornoques, olmos, fresnos, avellanos...

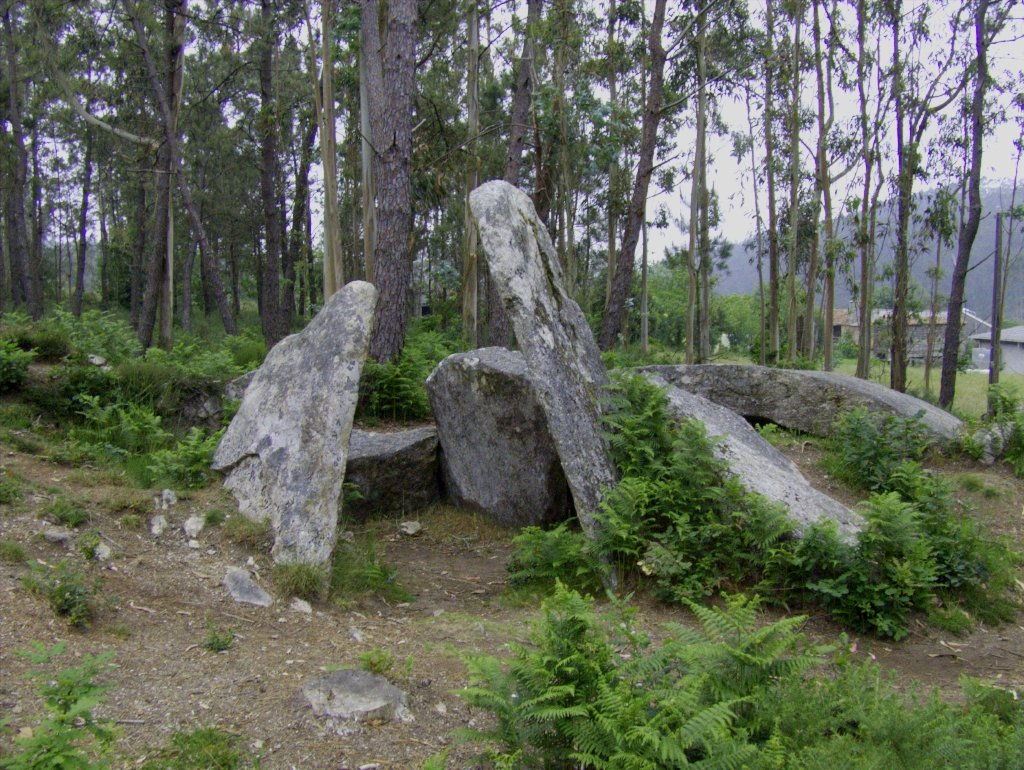
Dolmen de Pedra Cuberta, ejemplo de monumento megalítico, en Vimianzo

De esta época data el Megalitismo, es decir, la construcción de grandes monumentos de piedra. Estos monumentos los encontramos por toda Galicia, desde la orilla del mar hasta las altas montañas orientales. Se encuentran dos tipos de construcciones megalíticas, los dólmenes y menhires, repartidos por toda la comunidad.
Estas gentes debieron practicar una agricultura itinerante de desbroce, lo que habla de un seminomadismo. También debía de ser importante la ganadería, sobre todo de ovejas, cabras y vacas, así como la caza, ya que en el interior de los dólmenes se han encontrado puntas de flecha, empleadas especialmente en la actividad venatoria. También debió de ser importante para su alimentación el marisqueo en la orilla del mar.
Fueron unos grandes especialistas en el trabajo de la piedra, empleando granitos o pizarras para edificar, mientras que para los objetos pulimentados prefieren las rocas metamórficas, y para adornos o como materiales rituales utilizan azabaches o blenda.
Los materiales más abundantes de esta época son de piedra, con instrumentos como puntas de flecha, hachas, lascas, ciceles, cuchillos, azadas, mazas...
También se pudieron encontrar cuentas de collar de color verde, placas perforadas, prismas de cuarzo cristalizado e ídolos. Se sabe que hacían objetos cerámicos, que presentaban una decoración impresa con conchas de bivalvos.
En el Dolmen de Dombate o en el de Axeitos se han encontrado ídolos o representaciones de antepasados, o de los vivos que están presentes, sin estar clara aún su función.
Algunos dólmenes aparecieron con las lajas de la cámara o, en algunos casos, del corredor, con una decoraciones grabadas, siendo posible que algunas estuvieran pintadas. Los motivos son irregulares u ondulados, circos concéntricos, idoliformes, cruciformes...

## Grecia y Roma
Se sabe que en Galicia hubo asentamientos de población desde épocas prehistóricas que se remontan 300.000 años en el pasado.
Los griegos (así lo constata Estrabón, c. 63 la.C. - c. 24 d.C.) conocían los habitantes de este extremo peninsular con el nombre de Kallaikoi. Los romanos integraron en su imperio este territorio ya la finales del siglo Il a.C y más tarde aún, con el emperador Diocleciano, en el siglo III, se designó cómo provincia romana con el nombre de Gallaecia, siguiendo el topónimo antiguo. No hay que confundir los pueblos kallaikoi con los galos de la latina Galia. Son asentamientos completamente distintos.

## Los preceltas y los celtas de Galicia

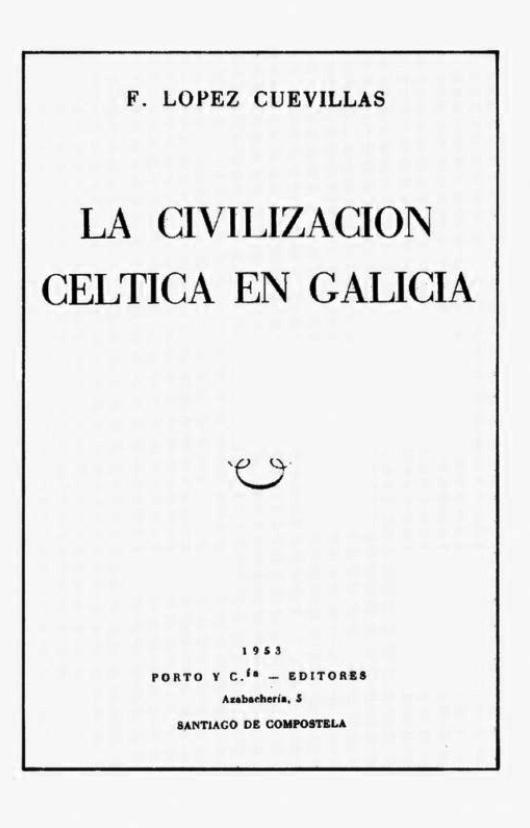
La Civilización Céltica en Galicia, F. López Cuevillas, 1953.

El estudio y la enseñanza de este tema es algo muy complejo, debido sobre todo a la opinión persistente, tan divulgada cómo errónea, de que esta región había sido la más celtizada de la Península Ibérica. Los arqueólogos, historiadores e investigadores de todas las épocas, a la vista de los hallados arqueológicos y con la ayuda de los escritos de griegos y romanos, cuentan cómo pudo ser y en qué consistió la llegada de ciertos grupos célticos a esta región. Son estudiosos de la historia que fueron directamente a las pocas fuentes que pueden manejar, sin conformarse con traducciones anteriores, muchas veces mal interpretadas y que pudieron ver las numerosas huellas dejadas por los celtas, al largo y ancho de Galicia, como los castros.
Parece ser que algunos grupos del pueblo celta que había llegado hasta el sur de la Península Ibérica no encontraron acomodo en estas tierras e iniciaron otro viaje migratorio, en distintas etapas ya tardías, hacia el norte, a través de tierras lusitanas. Esta situación de emigrantes celtas desde el sur, por el oeste, hacia el norte, es bastante inquieta y no llegan a estabilizarse en la región galaica hasta el siglo I la.C., cuando ya se encontraba bastante hispanizada. Es el grupo conocido como sefes, que se mueve cara el siglo III la.C. y que van situándose algunos entre el río Tajo y el río Duero y otros, como ya se dijo, los que siguen hacia Galicia.

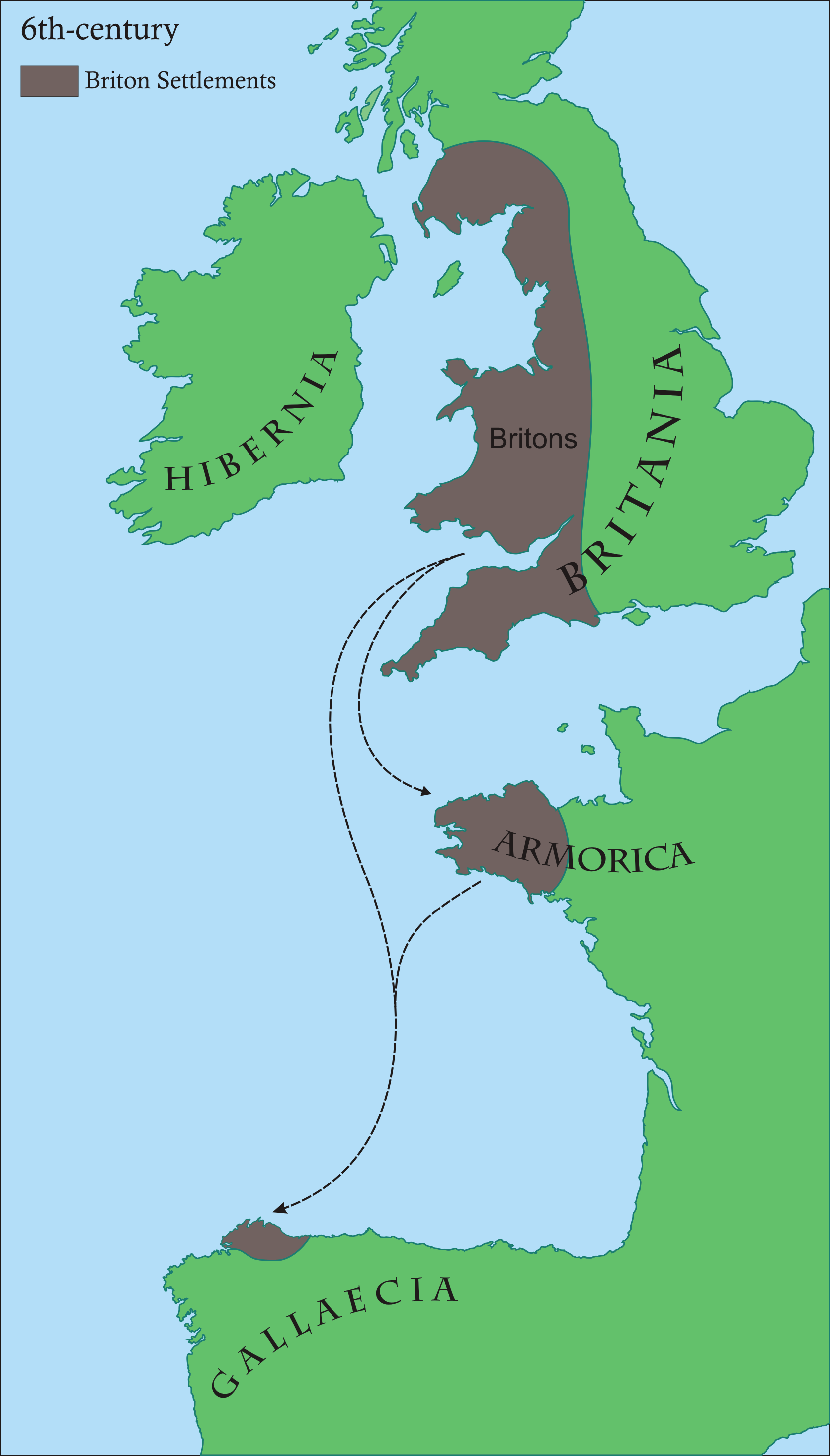
Asentamientos britanos alrededor del s. VI d.C.

Al mismo tiempo que esto ocurría, se producía en las costas galaicas el desembarco de gentes nórdicas procedentes de Bretaña. La arqueología lo demuestra así a través de los hallados de punta Neixón en la ría de Arosa, en la provincia de La Coruña.
Los celtas sefes encontraron estas tierras bastante pobladas. Estrabón asegura que había unas 50 tribus de pueblos diferentes, mientras que Plinio dice que eran más de 65. El profesor (historiador, arqueólogo y escritor) Florentino López Cuevillas en su obra La civilización céltica en Galicia (Porto y C.iba Editores, 1953), después de exponer un estudio exhaustivo sobre el aspecto político y geográfico, asegura que todas estas tribus, en la mayor parte, no eran celtas. La relación de tribus precélticas que se puede dar es bastante extensa:

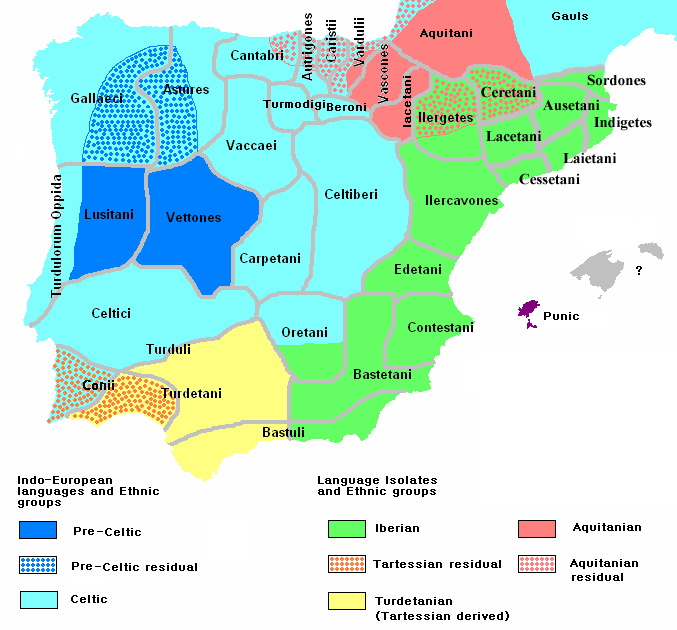
Principales áreas lingüísticas en la Península Ibérica, mostrando en azul las lenguas preceltas y celtas, c. 200 la.C.

Oestrimnios (relacionados con los lígures (y comunes de países bretones, ingleses e irlandeses), que permanecieron hasta la llegada de los romanos), albiones, seurros, tiburos, bibalos, caporos, zoelas, nobiagoi, abii, tirii, veasmini, salassi, rilenii, helenos, grovios etc., todos ellos asentados desde la Edad de Bronce, es decir, antes del 600 la.C.
Este es fondo de la población precéltica, que es la misma que la normanda, inglesa e irlandesa. De estos pobladores proceden las semejanzas étnicas entre estos pueblos y no de la llegada de los celtas. Las analogías entre gallegos e irlandeses actuales no vienen de un parentesco céltico, sino de una comunidad étnica anterior que se remonta a 2.000 años atrás.
Las tribus celtas de los sefes acabados de llegar se superpusieron a estas otras más antiguas y se adaptaron bastante bien, se cree por su carácter afín indoeuropeo. Fueron los celtas los que se acomodaron y su influencia fue, en la mayoría de los casos, tardía y esporádica, según se puede saber por la confirmación del estudio de la arquitectura y a metalurgia. La dicha población autóctona más antigua conservó su destacada personalidad lingüística y cultural y también supo intercambiar aspectos culturales con la civilización céltica. Hubo un verdadero cambio de costumbres y de conocimientos.

### Otros artículos
- Arquitectura prehistórica de Galicia

- Datos: Q12398118